# Gynacantha kirbyi
Gynacantha kirbyi – gatunek ważki z rodziny żagnicowatych (Aeshnidae).